# Wrecking Crew (Computerspiel)
Wrecking Crew (japanisch レッキングクルー) ist ein Videospiel, das 1984 von Nintendo als Arcade-Automat und 1985 als Portierung für das Nintendo Entertainment System veröffentlicht wurde. 1998 erschien die Fortsetzung Wrecking Crew '98.

## Spielprinzip
Der Spieler steuert Mario (oder Luigi im Zwei-Spieler-Modus) und versucht, in jedem der 100 Level alle bestimmten Objekte mit einem großen Hammer zu zerstören. Mario kann wegen des Gewichts des Hammers nicht springen. Der Spieler kann auf dem Titelbildschirm ein beliebiges Level auswählen, auf dem er beginnen möchte. Das Spielfeld jedes Levels ist in ein unsichtbares Gitter unterteilt, in dem jedes Feld ein Objekt enthalten kann. Zu den Objekten gehören: zerstörbare Wände, Säulen und Leitern; unzerstörbare Fässer und Leitern;  Bomben, die alle verbundenen zerstörbaren Objekte zerstören und verschiedene Feinde, denen Mario ausweichen muss. Türen können geöffnet werden, damit Feinde in den Hintergrund treten. Das Spiel führte einen neuen Charakter ein, einen Bauvorarbeiter namens Spike (in der japanischen Version als Blackie bekannt). Der Spieler beginnt das Spiel mit fünf Leben und verliert ein Leben, wenn Mario mit einem Feind oder einem Feuerball in Kontakt kommt.  Das Spiel ist vorbei, wenn alle Leben verloren sind. Wrecking Crew verfügt über einen Level-Editor, der es dem Spieler ermöglicht, bis zu vier benutzerdefinierte Level zu entwerfen.

## Veröffentlichung
Wrecking Crew kam zuerst 1984 als Arcade-Automat heraus. Danach folgte 1985 eine Veröffentlichung für das Nintendo Entertainment System. Das Spiel wurde 1989 für das Famicom Disk System erneut veröffentlicht und 2004 als 14. Spiel der Famicom-Mini-Reihe auf dem Game Boy Advance. Das Spiel wurde 2007 auf der Wii Virtual Console erneut veröffentlicht. Im Juli 2019 wurde „Wrecking Crew“ als Teil der kostenpflichtigen Mitgliedschaft zu Nintendo Switch Online hinzugefügt.

## Rezeption
In Japan listete Game Machine in seiner Ausgabe vom 1. Oktober 1984 als dreizehnt-erfolgreichste Tisch-Arcade-Einheit des Monats.
Das deutsche Computerspielemagazin Power Play analysierte das Gameplay des Spiels: Einerseits erfordere es eine gehörige Portion Taktik und biete anfänglich eine Menge Spaß, auf die Dauer sei es jedoch eintönig, da sich von Level zu Level lediglich die Konstellation der Objekte ändere.